# La Chute de Sparte
Pour plus de détails, voir Fiche technique et Distribution.
La Chute de Sparte est un film québécois dramatique sorti en 2018. Réalisé et scénarisé par Tristan Dubois, il est basé sur un roman de Biz, membre du groupe de musique Loco Locass.

## Synopsis
L'histoire suit la vie de Steeve Simard, un adolescent introverti, qui commence sa dernière année d'école secondaire.

## Fiche technique
Source : IMDb et Films du Québec
- Titre original : La Chute de Sparte
- Titre international : The Fall of Sparta
- Réalisation : Tristan Dubois
- Scénario : Tristan Dubois et Biz, d'après le roman de Sébastien Fréchette (Biz)
- Musique : Nadia Essadiqi (La Bronze), Mathieu Farhoud-Dionne (Chafiik), Sophie Lupien
- Direction artistique : André Chamberland
- Décors : Marie-Eve Crépeau
- Costumes : Sophie Lefebvre
- Maquillage : Fanny Vachon
- Coiffure : André Duval
- Photographie : Daniel Villeneuve
- Son : Simon Goulet, Louis Dutil, Christian Rivest, Carole Gagnon, Gavin Fernandes (en)
- Montage : Hubert Hayaud
- Effets spéciaux : Jonathan Legris
- Distribution des rôles : Nathalie Boutrie
- Production : Sonia Despars, Marc Biron
- Sociétés de production : Parallaxes Media
- Distribution : Parallaxes Media (Canada), Filmoption International (à l'international)
- Budget : 3,7 millions $ CA
- Pays de production :  Canada
- Langue originale : français
- Format : couleur — format d'image : 2,35:1
- Genre : Drame
- Durée : 93 minutes
- Dates de sortie :
  - France : mars 2018 (première au Festival de Cannes 2018)
  - Canada : 23 mai 2018 (première québécoise au cinéma Impérial)
  - Canada : 1er juin 2018 (sortie en salle au Québec)
  - Belgique : octobre 2018 (Festival international du film francophone de Namur
  - Canada : 11 septembre 2018 (DVD)
- Classification :
  - Québec : Visa général (Déconseillé aux jeunes enfants)[2]

## Distribution
- Lévi Doré (en) : Steeve Simard
- Jonathan St-Armand : Virgile Chèrenfant
- Lili-Ann De Francesco : Véronique Plourde
- Karl Walcott : Maxime Giroux
- Simon Duchesne : Christophe Latreille
- Marianne Farley : Isabelle Simard, mère de Steeve
- Gabriel Sabourin : François Simard, père de Steeve
- Devon O'Connor : Mathieu St-Amour
- Amélie Glenn : Chloé Castelnérac, professeur de français
- Jean-Marc Généreux : Paulin, professeur de chimie
- Charles Antoine Perreault (en) : Walker
- Gabriel Tremblay : Savard
- Éric K. Boulianne (en) : Frédérick, professeur d'éducation physique
- Jean-Charles Lajoie : annonceur - football (voix)
- Marc Trottier : Gabriel St-Amour, père de Mathieu
- Frantzy Samedi : Bimalo
- Widemir Normil : père de Virgile

## Production

### Développement
Les auditions ont lieu avec 174 personnes pour dix rôles. Au début, les personnages de Virgile et Maxime étaient différents, mais le jeu des acteurs Karl Walcott et Jonathan St-Armand convainquirent Dubois de les inclure.

### Tournage
Le tournage a lieu à l'école secondaire Calixa-Lavallée à Montréal-Nord, même si les lieux de l'action sont à Saint-Lambert.

## Accueil

### Accueil critique
Le film est bien reçu au Québec pour la diversité culturelle et raciale des personnages, que note Antoine Robert, de Radio-Canada.